# Hôtel de préfecture de la Haute-Corse
L'hôtel de préfecture de la Haute-Corse est un bâtiment situé à Bastia, en Corse. Il sert de préfecture au département de la Haute-Corse.

## Localisation
L'édifice est situé dans le département français de la Haute-Corse, sur la commune de Bastia.

## Historique
Lors de la création du département de la Haute-Corse en 1975, par séparation du département de la Corse, les services de la préfecture sont installés dans l'ancienne sous-préfecture de Bastia. Le bâtiment actuel est construit en 1979 et la préfecture s'y installe en 1983.